# Критика Готської програми

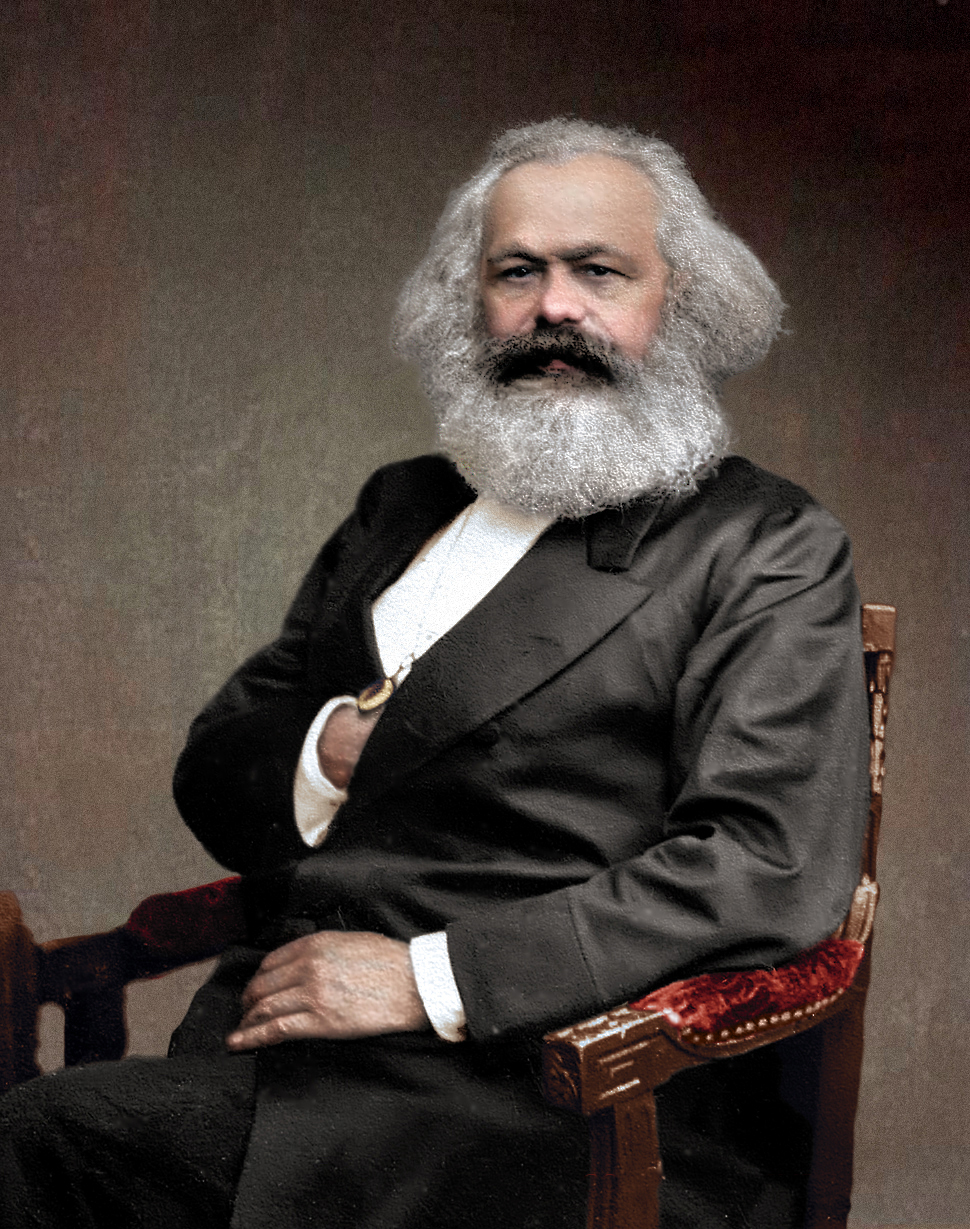
Карл Маркс у 1875 р.

«Критика Готської програми» (нім. Kritik des Gothaer Programms) — праця Карла Маркса, в якій викладені критичні зауваження на політичну програму німецьких соціал-демократів, що була складена на об'єднавчому з'їзді в місті Гота 1875 року.
У цій праці Маркс також розвинув основні принципи теорії наукового комунізму і вперше довів необхідність перехідного періоду від капіталізму до комунізму, розвинувши положення про неминучість соціалістичної революції.

## Історія
Праця була написана 1875 року і повністю опублікована посмертно 1891 року.

## Структура
Складається з 4-х частин та післямови з додатками. З виходом цілісної книги додалися: передмова Фрідріха Енгельса, лист Маркса до Вільгельма Бракке, а також листи Енгельса до Августа Бебеля та Карла Каутського.